# 안성 봉업사명 청동향로
안성 봉업사명 청동향로(安城 奉業寺銘 靑銅香爐)는 서울특별시 용산구, 삼성미술관 리움에 있는 고려시대의 향로이다. 2004년 8월 31일 대한민국의 보물 제1414호로 지정되었다.

## 개요
경기도 안성의 고려시대 절터인 봉업사지 출토로 전해지는 대형의 이 향로는 몸체[노신(爐身)]와 덮개[개부(蓋部)], 그리고 기대(器臺) 부분에 삼족(三足)의 받침을 지닌 특수한 형태이다. 즉 몸체 구연부의 넓은 전을 지니지 않은 것이 고려시대 일반적인 향완의 모습과는 다르다.
향로의 중간 부분은 고려시대의 향완과 비슷한 형태를 보여주며 보주(寶珠)가 달린 뚜껑이나 세발이 달린 원형의 대좌는 전체적으로 균형 잡힌 비례감과 장중하고 아름다운 형태를 구성한다. 덮개부의 불꽃형상 보주는 사리기에 나타나는 화염보주(火焰寶珠) 형태인데 도금의 흔적이 남아 있으며 조형미가 우수하다.
덮개부에는 ‘봉업사삼중대사원준(奉業寺三重大師元迿)’이란 점열로 새긴 명문이 있는데 이는 봉업사의 원준대사가 직접 만들었다기보다는 원준의 발원으로 조성되었다고 할 것이며, 받침부분의 ‘중념육근(중卄六斤)’의 명문은 향로주조에 구리 26근이 소요되었음을 알게 한다. 명문에 의해 고려 초의 사찰이었던 봉업사에서 제작한 13세기 작으로 추정할 수 있다.

## 같이 보기
- 안성 봉업사지

## 참고 자료
- 봉업사명 청동향로 - 국가유산청 국가유산포털